# Josef Motzfeldt
Josef Motzfeldt, född 24 november 1941 i Igaliku, Narsaq kommun, är en grönländsk politiker tillhörande det regerande vänsterpartiet Inuit Ataqatigiit.
Mellan 1994 och 2007 var Motzfeldt partiledare varefter han fungerat som det grönländska landstingets talman. Sommaren 2009 blev Motzfeldt föremål för polisutredning sedan man hittat hasch i hans bostad. 